# 요네즈 켄시
요네즈 켄시(일본어: 米津玄師 요네즈 겐시[*], 1991년 3월 10일 ~ )는 일본 도쿠시마현 출신의 뮤지션, 싱어송라이터, 일러스트레이터, 비디오그래퍼이다. 소속 레이블은 유니버설 시그마→소니 뮤직 레코드→SME Records이며, 다른 명의는 하치(ハチ)이다.

## 내력
도쿠시마현에서 태어났다. 초등학교 5학년 시절에 인터넷을 이용해서, 당시 인터넷 상에서 유행했던 FLASH 애니메이션(노래에 손그림 동화를 맞춘 것)을 시청했을 때, 음악에 대한 의식이 바뀌게 된다. 그 후, 중학교 2학년 말부터 MTR을 사용하여 오리지널 곡을 제작한다.「late rabbit edda」라는 밴드를 결성하고, 2008년에는 10대 한정 록 축제 제1회 "섬광 라이어트"에 응모하게 되며, 1차 심사(데모 테이프 음원)를 통과하지만, 2차 심사(스튜디오 심사)에서 탈락하게 된다. 또 같은 섬광 라이어트를 기획한 TOKYO FM의 라디오 방송 "SCHOOL OF LOCK!"을 방송 초기부터 들어왔고, 라디오 공식 사이트 내의 게시판에도 글을 남겨넣었다는 사실도 밝혀졌다.
그 후에는 도쿠시마 현의 고등학교를 졸업했고, 오사카부에서 미술계의 전문학교에 다니면서 밴드 활동을 시작한다. 그 때는 베이스와 보컬 담당이었다. 컴퓨터의 신조를 계기로, DTM을 시작하고, 2008년부터 "하치"란 이름으로 약 30곡 정도 본인이 부른 오리지널 곡을 "니코니코 동화" 같은 사이트에 올렸으나, 후에 모두 삭제했다. 이유로는 "자신이 영향을 받은 것의 색이 너무 짙다", "들어 보면 납득이 안 가는 것이 많아서 부끄러워졌다" 같은 것을 들고있다.

## 작품

### 앨범
|     | 발매일          | 타이틀      | 규격품번                                                       | 레벨            | 최고순위 |
| --- | --------------- | ----------- | -------------------------------------------------------------- | --------------- | -------- |
| 1st | 2012년 5월 16일 | diorama     | EQHR-0001                                                      | BALLOOM         | 6위      |
| 2nd | 2014년 4월 23일 | YANKEE      | - UMCK-9667(화집판) - UMCK-9668(영상판) - UMCK-1478(통상판)    | 유니버설 시그마 | 2위      |
| 3rd | 2015년 10월 7일 | Bremen      | - UMCK-9772(화집판) - UMCK-9773(영상판) - UMCK-1522(통상판)    | 유니버설 시그마 | 1위      |
| 4th | 2017년 11월 1일 | BOOTLEG     | - SRCL-9571(통상판) - SRCL-9567(부트판) - SRCL-9569(영상판)    | SMR             | 1위      |
| 5th | 2020년 8월 5일  | STRAY SHEEP | - SECL-2598(통상판) - SECL-25924(부적판) - SECL-2592(아트북판) | SME             | 1위      |

### 싱글
|      | 발매일           | 타이틀                      | 규격품번                                                                      | 레벨            | 최고순위 |
| ---- | ---------------- | --------------------------- | ----------------------------------------------------------------------------- | --------------- | -------- |
| 1st  | 2013년 5월 29일  | 산타마리아                  | - PDCS-5901(한정 예약 생산) - UMCK-9622(초회판) - UMCK-5435(통상판)           | 유니버설 시그마 | 12위     |
| 2nd  | 2013년 10월 23일 | MAD HEAD LOVE / 팝핀 애퍼시 | - UMCK-9639(초회판) - UMCK-5447(통상판)                                       | 유니버설 시그마 | 11위     |
| 3rd  | 2015년 1월 14일  | Flowerwall                  | - UMCK-9716(초회판) - PDCS-5915(한정 스페셜 세트) - UMCK-5554(통상판)         | 유니버설 시그마 | 3위      |
| 4th  | 2015년 9월 2일   | 언빌리버즈                  | - UMCK-9769(스페셜 패키지판) - UMCK-9768(라이브 포토북판) - UMCK-5582(통상판) | 유니버설 시그마 | 4위      |
| 5th  | 2016년 9월 28일  | LOSER/Number Nine           | SRCL-9195                                                                     | SMR             | 2위      |
| 6th  | 2017년 2월 15일  | orion                       |                                                                               | SMR             | 3위      |
| 7th  | 2017년 6월 12일  | 평화 로그인                 |                                                                               | SMR             | 2위      |
| 8th  | 2018년 3월 14일  | Lemon                       |                                                                               | SMR             | 2위      |
| 9th  | 2018년10월 31일  | Flamingo/TEENAGE RIOT       |                                                                               | SMR             | 1위      |
| 10th | 2019년 9월 11일  | 馬と鹿                      |                                                                               | SME             | 2위      |
| 11th | 2021년 6월 16일  | Pale Blue                   |                                                                               | SME             |          |

사신

### 리메이크
| 발매일           | 타이틀          | 규격품번  | 레벨            |
| ---------------- | --------------- | --------- | --------------- |
| 2013년 10월 23일 | 꽃다발과 수장   | DDCZ-1915 | BounDEE by SSNW |
| 2013년 10월 23일 | OFFICIAL ORANGE | DDCZ-1916 | BounDEE by SSNW |

### DVD
《남방연구소 영상집(南方研究所映像集) 001[ageing nook]》 (2010년 5월 9일)
- 남방연구소에서 제작한 영상집.
- PV 영상 외에 음악 해설 등이 수록되어 있다.

1. clock lock works
2. WORLD'S END UMBRELLA
3. 모래 위의 꿈을 먹는 소녀(沙上の夢喰い少女)
4. Persona Alice(short ver.)

## 같이 보기
- VOCALOID